# Tirsuli
Tirsuli és una muntanya de l'Himàlaia que es troba al districte de Pithoragarh, dins l'estat d'Uttarakhand, Índia. És una de les muntanyes que formen la paret nord-est del Nanda Devi Sanctuary junt al Tirsuli West, l'Hardeol, el Dunagiri, el Changabang i el Kalanka. El cim s'eleva fins als 7.074 msnm i té una prominència de 624 metres.
El 1939 l'exitosa expedició polonesa al Nanda Devi Est abandonà un intent seriós de fer el cim d'aquesta muntanya després que una allau nocturna sepultés al líder Adam Karpinski i l'escalador Stefan Bernadzikiewicz al Camp 3. Un equip indi dirigit per Mohan Singh Kohli, de l'Indian Mountaineering Foundation, depenent del Ministeri de Defensa del govern de l'Índia, va fer intent sense èxit del cim el 1964. Un altre equip, liderat per KP Sharma, i organitzat per l'Himalayan Association, va intentar el cim el 1965, però hagué de fer-se enrere a uns 5.500 metres.
Finalment el Tirsuli fou escalat per primera vegada el 9 d'octubre de 1966 per un altre equip indi dirigit per Chanchal Kumar Mitra i organitzat novament per l'Himalayan Association. Van ascendir per la cara est de la carena sud-est i després van seguir la carena sud-est fins al cim, muntant el darrer camp d'alçada, el camp 5, a uns 6.660 metres. Nirapada Mallik, Shyamal Chakrabarty, Nima Tashi i el xerpa Dorji van fer el cim. Altres membres de l'equip van ser Manik Banerjee, K.K.Khanna, Marcopolo Srimal, el Dr. Jungpangi, el Dr. Amitava Sen, Pinaki Sinha i Sailesh Chakraborty.